# Центар за теоријску археологију Филозофског факултета
Центар за теоријску археологију (ЦТА) је истраживачки центар посвећен теорији у археологији. Центар је основан на Одељењу за археологију, Филозофског факултета, Универзитета у Београду 28. јуна 2007. године на иницијативу професора Александра Палавестре, Вере Васиљевић и Сташе Бабић. Дугогодишњи управници Центра од оснивања су били Сташа Бабић и Александар Палавестра, а од 2018. године, управнице центра су Зорица Кузмановић и Моника Милосављевић.

## Мисија центра
Мисија Центра је да у српској стручној јавности покрене и пружи институционални оквир за дебату о општим теоријским основама археолошког истраживања; да промовише преиспитивање и унапређивање теоријских основа српске археологије; да заговара нужност повезивања теоријских, методолошких и методских аспеката археологије.

## Активности
У школској 2007/2008. Центар за теоријску археологију је организовао осам трибина о теорији у археологији. Од 2013. године па до данас Центар за теоријску археологију организује једном годишње, националну конференцију "Српска археологија између теорије и чињеница". У школској 2018/2019. години Центар за теоријску археологију је започео серију разговора о новим књигама сарадника центра.